# Батино, Рафаэл
Рафаэл Жозеф Батино (макед. Рафаел Жозеф Батино; 14 января 1910, Битола — 12 июля 1942, Плевля) — югославский партизан еврейского происхождения, участник Народно-освободительной войны Югославии.

## Биография
Рафаэл родился 14 января 1910 года в семье евреев-сефардов, чьи предки были выдворены из Испании в конце XV века. Родители — Жозеф Батино и Ребекка Коломонос, одни из самых богатых и влиятельных представителей еврейской общины Битолы. Окончил начальную школу в Битоле и поступил во Французский лицей, который окончил с отличием. Из-за проблем с финансами не смог продолжить дальнейшее обучение в Югославии, по настоянию своего отца вынужден был искать работу и отправился в Мексику работать купцом, чтобы прокормить себя. Трудился у родственников, затем работал в порту. Изучал технические науки в Мексиканском университете и одновременно знакомился с жизнью рабочего класса, узнавая их проблемы. На факультете технических наук состоял в марксистском кружке, участвовал в демонстрациях и акциях протеста, за что в 1934 году был депортирован из страны.
По возвращении на родину в Битолу Рафаэл продолжил свою революционную деятельность, но в уже других условиях. Его уважала современная молодёжь за то, что он читал лекции на разные темы. В Скопье он работал в страховой компании: в то время в Скопье на заводах и в мастерских проводились стачки и забастовки: особенно долгими были десятидневные забастовки на заводах «Папатеодоси» и «Ручигай». Участвовал в создании партийных ячеек и организации массового движения, тайно проводил на своей квартире встречи и консультации. В 1936 году из-за провала партийной организации Скопье в квартире Батино провели обыски, обнаружив ряд запрещённых к распространению листовок, в том числе и директивы Македонского краевого комитета КПЮ. Рафаэл предстал перед судом, а МВД Королевства Югославии разослал предупреждения о возможной деятельности коммунистов в Вардарской Македонии.
Суд приговорил Батино к пяти годам каторги, наказание отбывал в тюрьме Сремской-Митровицы — печально известной жестоким обращением с заключёнными. В своё время в этой тюрьме сидели такие югославские революционеры Моше Пияде, Родолюб Чолакович, Пашко Ромац, Йован Веселинов, Бане Андреев и Страхил Гигов. За время своего заключения Батино познакомился со многими соратниками по революционной борьбе и стал руководителем подпольной ячейки, читая лекции и переводя марксистскую литературу (в том числе и «Капитал»). В тюрьме он также занимался изучением македонского вопроса. По некоторым данным, Моше Пияде в тюрьме нарисовал портрет Батино.
Во время Апрельской войны 1941 года тюрьма оказалась под контролем НГХ. Во многих тюрьмах заключённые были освобождены, однако заключённых этой тюрьмы оставили под стражей, а часть бросили в тюрьму Керестинец под Загребом. Однако коммунисты не собирались сдаваться гестаповцами: летом 1941 года был совершён побег из тюрьмы. 22 августа Батино вместе с группой заключённых, куда входили Бане Андреев, Орце Николов и Богоя Фотев, выбрался к партизанам на Фрушке-Горе. За время заключения его здоровье было подорвано: Батино стал инвалидом, испытывая серьёзные проблемы с опорно-двигательным аппаратом. Руководство партизанских отрядов помогло Рафаэлу перейти через реку Сава и включило его в Посавский партизанский отряд. Оттуда Рафаэл прибыл в контролируемый партизанами город Ужице. Был знаком с Тито, которого просил отправить его в личный состав какого-нибудь отряда, но получил отказ и был направлен на политическую работу.
Рафаэл отправился на территорию Санджака в составе большой колонны и вошёл в Нова-Варошский районный комитет КПЮ, публикуя различные сообщения под псевдонимом Миша Цветкович. Был секретарём комитета и поддерживал постоянную связь с Верховным штабом партизанского движения. 23 мая 1942 года назначен секретарём Санджакского областного комитета КПЮ. Поездка Цветковича-Батино в Плевлю, предпринятая летом 1942 года, стала для него роковой, поскольку там территория была под фактическим контролем Югославских войск на родине Драголюба Михаиловича. 9 июля 1942 года группа активистов попала в засаду под Еловацем и вступила в бой с четниками на горе Любишне около Вучьи-Клека. Рафаэл Батино и его соратник Велько Кожич попали в плен, остальные партизаны сбежали. Батино и Кожич в течение следующей ночи подвергались пыткам и допросам, после чего были выданы итальянской военной администрации. 12 июля 1942 года его провели по улицам Плевли. Рафаэл, у которого руки были закованы в цепи, стал выкрикивать лозунги:

Долой Гитлера и Муссолини, долой фашистов и их прислужников-четников!
Оригинальный текст (макед.)Долу Хитлер и Мусолини, долу фашистите и нивните слуги-четници

В Плевле Рафаэл выкрикивал свои призывы сначала на испанском, потом на итальянском и немецком языках. Карабинеры заткнули ему рот, стали бить по ягодицами и выбили зубы, однако Рафаэл продолжал кричать. В конце концов, карабинеры расстреляли его из пулемёта.

## Псевдоним
Информация о подлинном имени Рафаэла Батино, который называл себя в партизанских рядах Мишей Цветковичем, оставалась неизвестной в течение всей войны, и только в послевоенные годы псевдонимы партизан были установлены. В 1960 году в газете «Борба» опубликовали статью с просьбой откликнуться всех, кто что-либо знал о Мише Цветковиче, а ту же инициативу поддержала газета «Комунист». В июле 1975 года издание «Политика» выпустило статью о Рафаэле Батино «От Мексики до Вучьи-Клека», автором которой был Данило Кнежевич, соратник Рафаэла. Именно таким образом было установлено, что Миша Цветкович и Рафаэл Батино — один и тот же человек.